# کاردینال‌های سرسرخ
کاردینال‌های سرسرخ (نام علمی: Paroaria)، یا فرخنده‌کاردینال‌ها (از آنجایی که به کاردینالان نزدیک نیستند)، سرده‌ای از فرخندگان هستند. آنها تا همین اواخر در خانواده زردپره‌های نمادین قرار گرفتند.
این سرده دارای شش گونه است.